# Линк, Фердинанд
Фердинанд Линк (эст. Ferdinand Link; 1931 — неизвестно) — советский хоккеист, защитник.
В сезоне 1950/51 играл в чемпионате СССР в составе ленинградского ОДО. За «Динамо» Таллин выступал в чемпионате СССР (1952/53) и классе «Б» (1953/54). В сезоне 1959/60 играл за команду Эстонской ССР в первенстве РСФСР.